# Britt Baron
Britt Baron (nacida el 16 de octubre de 1991) es una actriz estadounidense, mejor conocida por prestar su voz a Tifa Lockhart en la franquicia Final Fantasy VII Remake, y por su papel de Justine Biagi en la serie de televisión GLOW (2017-2019).

## Primeros años
Britt Baron nació como Brittany Noelle Uomoleale en White Plains, Nueva York y creció en Westport, Connecticut. Se graduó en Artes Escénicas en la Universidad de Míchigan en 2013.

## Carrera
Baron ha trabajado como actriz de voz, cine y teatro. Protagonizó East of Eden y Grand Concourse en el Steppenwolf Theatre de Chicago.

## Vida personal
En 2022, Baron se casó con su novio de la escuela secundaria, Taber Onthank.

## Filmografía

### Películas
| Año  | Título                             | Papel      | Notas |
| ---- | ---------------------------------- | ---------- | ----- |
| 2015 | Meshes of Dusk                     | Liv        |       |
| 2019 | Bushwick Beats                     | Sadie      |       |
| 2021 | Amy and Peter Are Getting Divorced | Maya       |       |
| 2021 | Aftermath                          | Dani       | [ 9 ] |
| 2023 | Daddy                              | F.R.A.N.N. |       |
| 2023 | V/H/S/85                           | Karen      |       |

### Televisión
| Año       | Título                           | Papel                       | Notas                                                  |
| --------- | -------------------------------- | --------------------------- | ------------------------------------------------------ |
| 2014      | Jennifer Falls                   | Sophie                      | Episodio: "Triangle"                                   |
| 2014      | Awkward                          | Estudiante loca por el sexo | Episodio: "The New Sex Deal"                           |
| 2015      | Halo: The Fall of Reach          | Linda (Adulta)              | Protagonista                                           |
| 2015      | Chicago P.D.                     | Party Girl                  | Episodio: "Forget My Name'                             |
| 2016–2017 | Mentes criminales: sin fronteras | Josie Garrett               | Invitada: temporadas 1–2                               |
| 2017      | Grey's Anatomy                   | Mary Parkman                | Episodio: "Don't Stop Me Now"                          |
| 2017      | Lucifer                          | Maggie Cole                 | Episodio: "The Sin Bin"                                |
| 2017–2019 | GLOW                             | Justine "Scab" Biagi        | Recurrente: temporada 1, protagonista: temporadas 2–3. |
| 2018      | Rob Riggle's Ski Master Academy  | Brit Brit Hamsteak          | Protagonista                                           |
| 2019      | Young Justice                    | Livewire (voz)              | Recurrente (temporada 3)                               |
| 2019      | All Rise                         | Andrea Monroe               | Episodio: "Sweet Bird of Truth"                        |
| 2020      | Into The Dark                    | Valentine Fawkes            | Episodio: "My Valentine"                               |
| 2020      | The Thing About Harry            | Stasia                      | Película de televisión                                 |

### Videojuegos
| Año  | Título                                 | Papel                                    | Notas                              |
| ---- | -------------------------------------- | ---------------------------------------- | ---------------------------------- |
| 2015 | Halo 5: Guardians                      | Linda-058, voces adicionales             | Acreditada como Brittany Uomoleale |
| 2016 | Skylanders: Imaginators                | Aurora / Imaginators                     |                                    |
| 2016 | Dishonored 2                           | Witch                                    |                                    |
| 2017 | Agents of Mayhem                       | Pride Trooper                            |                                    |
| 2017 | Dishonored: Death of the Outsider      | Brujas                                   | [ 14 ]                             |
| 2018 | Destiny 2: Forsaken                    | Ada-1                                    |                                    |
| 2020 | Final Fantasy VII Remake               | Tifa Lockhart                            | [ 15 ] [ 14 ]                      |
| 2020 | Fallout 76: Wastelanders               | Tessa Crews, Settlers, voces adicionales |                                    |
| 2022 | Crisis Core: Final Fantasy VII Reunion | Tifa Lockhart                            | [ 16 ] [ 14 ]                      |
| 2023 | Star Wars Jedi: Survivor               | Gabs                                     | [ 17 ] [ 14 ]                      |
| 2024 | Final Fantasy VII Rebirth              | Tifa Lockhart                            | [ 18 ] [ 14 ]                      |

### Audiolibros
| Año  | Título             | Papel        | Notas                              |
| ---- | ------------------ | ------------ | ---------------------------------- |
| 2015 | Rain of the Ghosts | Rain Cacique | Acreditada como Brittany Uomoleale |